# مديرية التحيتا

تعديل مصدري - تعديل

مديرية التحيتا إحدى مديريات محافظة الحديدة في غرب اليمن. بلغ عدد سكانها 67660 نسمة عام 2004. تضم جزيرة زقر وجزيرة حنيش الصغرى.